# Stellarton
Stellarton est une ville canadienne située dans le comté de Pictou en Nouvelle-Écosse.

## Économie
La chaîne de supermarchés Sobeys est basée à Stellarton.

## Démographie
| 2001  | 2006  | 2011  | 2016  |
| ----- | ----- | ----- | ----- |
| 4 809 | 4 717 | 4 485 | 4 208 |